# Apogon atripes
Apogon atripes es una especie de pez de la familia de los apogónidos en el orden de los perciformes.

## Morfología
Los machos pueden alcanzar los 9 cm de longitud total.

## Distribución geográfica
Se encuentran al sudoeste del Pacífico: este de Australia.